# Stříbrná
Pour l’article homonyme, voir Rue Stříbrná.
Stříbrná (en allemand : Silberbach) est une commune du district de Sokolov, dans la région de Karlovy Vary, en Tchéquie. Sa population s'élevait à 471 habitants en 2020.

## Géographie
Stříbrná se trouve dans les monts Métallifères, à 23 km au nord-nord-ouest de Sokolov, à 29 km au nord-ouest de Karlovy Vary et à 140 km à l’ouest de Prague.
La commune est limitée par l'Allemagne au nord, par Přebuz et Šindelová à l'est, par Rotava au sud, et par Kraslice et Bublava à l'ouest.

## Histoire
La première mention écrite de la localité date de 1601.